# 모범택시 (드라마)
《모범택시》는 2021년 4월 9일부터 2021년 5월 29일까지 방송된 SBS 금토 드라마이다.

## 기획 의도
“정의가 실종된 사회, 전화 한 통이면 오케이” 베일에 가려진 택시회사 무지개 운수와 택시기사 김도기가 억울한 피해자를 대신해 복수를 완성하는 사적 복수 대행극

## 제작진

### 연출
- 박준우 : (SBS 시사교양 프로그램 《그것이 알고싶다》(공동연출), SBS 시사교양 프로그램 《SBS 스페셜》(공동연출), SBS 시사교양 프로그램 《●REC》(공동연출), SBS 시사교양 프로그램 《궁금한 이야기 Y》(공동연출), SBS 수목 드라마 《닥터 탐정》(연출) 등)

### 극본
- 오상호 : (영화 《카리스마 탈출기》(각본), 영화 《백야행 - 하얀 어둠 속을 걷다》(공동집필), 영화 《하우스 패밀리》(감독), 영화 《저주의 기간》(제작), 영화 《톱스타》(각색), 영화 《자칼이 온다》(공동집필), 영화 《조작된 도시》(공동집필) 등)

- 이지현 : (영화 《소원택시》(각본), 영화 《설계》(각본), 드라마 《연남동 539》(공동집필) 등)

## 등장인물
- (†) 표시는 드라마 상에서 최종적으로 사망한 인물이다.

### 주요 인물
- 이제훈 : 김도기 역 -  '무지개 운수' 택시기사

前 육사, 특수부대(육군 특수전사령부 707 특수임무단) 장교. 現 무지개 운수의 택시 기사.
타고난 직관력과 냉철한 판단력, 그 어떤 위기 상황에서도 흔들리지 않는 담대함, 다수의 상대와 맞붙어도 결코 밀리지 않는 피지컬.
- 이솜 : 강하나 역 - 서울북부검찰청 검사

검딱지, 검도저, 불검, 똘검 등 일컫는 수식어가 많은 열혈 검사.

### 택시회사 '무지개 운수'
- 김의성 : 장성철 역 -  '무지개 운수'의 대표, 범죄 피해자 지원 센터 '파랑새 재단' 대표

택시회사 무지개 운수 대표이자 파랑새 지원센터 회장.
- 표예진[1] : 안고은 역 -  '무지개 운수'의 경리과 직원

- 장혁진 : 최경구 역 -  '무지개 운수' 정비실 엔지니어

자동차기업 신차개발팀 선임 연구원 출신으로 현재 무지개 운수 정비실을 책임지고 있는 주임.
- 배유람 : 박진언 역 -  '무지개 운수' 정비실 엔지니어

유명 항공사 항공기 정비원 출신으로 똥차를 스포츠카로 만들 수 있는 뛰어난 손 기술을 지닌 한국의 맥가이버.

### 서울북부검찰청
- 유승목 : 조진우 역 - 서울북부검찰청 차장검사

자신과 조직의 무사 안일이 최우선인 전형적인 검사로 돌발성, 예측 불가능한 일이 생기는 것을 극도로 싫어한다.
- 이유준 : 왕민호 † 역 - 서울북부검찰청 수사관. (1회 ~ 11회)

강하나 검사실 대표 수사관. 세심하고 다정하다. 씨름 선수 출신.

### 낙원신용정보
- 차지연 : 백성미 역 - 낙원신용정보 회장

지하금융계의 큰손이자 '대모'로 불린다.
- 이호철
  - 구석태 역 - 낙원신용정보 백성미의 비서. 대부업 비서 답게 뛰어난 무술 실력을 지녔다 김도기와 2번이나 싸웠다.
  - 구영태 역 - 낙원헬스케어 상무. 구석태의 쌍둥이 동생.

### 그 외 인물
- 이승연 : 최은주 역 - 도기의 어머니.
- 조현우 : 조도철 역 - 어린아이에게 참혹한 성범죄를 저지르고도 심신미약을 이유로 징역 10년의 낮은 형량을 받고 출소한 희대의 범죄자.
- 김강일 : 남규정 역 - 의도도 목적도 없이 사람들을 살해한 희대의 연쇄 살인마.
- 허정도 : 박동필 역 - 서울종암경찰서 강력팀장. 월곡동 사건 사건담당 형사.
- 조인 : 강마리아 역 - 1번째 의뢰인.

지적장애자로서 만 18세가 되어 보육원에서 자립[19] 하려고 할 때 최종숙의 도움을 받아 컴퓨터를 하는 일이라는 얘길 듣고 젓갈 공장에 취업해 노동 착취와 심한 학대를 당함.
- 조대희 : 김형욱 역 - 강마리아가 일하던 젓갈 공장 관할 파출소장으로, 계급은 경감. 실상은 박주찬과 결탁한 부패 경찰.
- 송덕호 : 조종근 역 - 박주찬의 처남으로 강마리아를 성폭행 함.
- 김도연 : 최종숙 역 - 자립을 하려는 강마리아를 박주찬이 운영하는 젓갈 공장으로 인계 하는 사회복지사이나, 실상은 취업 연계를 가장하여 박주찬 사장 일당에게 넘겨주는 브로커 겸 그 둘의 보험설계사이자 인간 쓰레기.
- 태항호 : 박주찬 † 역 - 강마리아가 취직한 젓갈 공장인 창성젓갈의 사장. 조종근의 매형이자 악덕 사장. 강마리아에게 노동 착취와 심한 학대를 함.
- 박준목 : 박정민 역 - 2번째 의뢰인. 청각장애를 가진 어머니와 단 둘이 살고 있다.
- 최현욱 : 박승태 역 - 학교 폭력 가해자 1.
- 이재학 : 장형식 역 - 학교 폭력 가해자 2.
- 이민재 : 오학수 역 - 학교 폭력 가해자 3.
- 이태형 : 담임 선생 역 - 세정고 2학년 3반 담임 교사.
- 임채현 : 세정고등학교 여학생 역
- 구시연 : 정민 모 역 - 청각장애를 갖고 있으며, 생선가게에서 장사한다.
- 전성일 : 서영민 역 - 3번째 의뢰인.
- 전영인 : 오수남 역
- 백현진 : 박양진 † 역 - 국내 최대 웹하드 업체인 유데이터 회장.
- 조하석 : 정 이사 역 - 박양진의 부하.
- 김재영 : 이 실장 역 - 본명 : 이춘식. 박양진의 부하.
- 이다일 : 안 부장 역 - 박양진의 부하.
- 곽민규 : 전진원 역
- 서한결 : 최민 역 - 안정은의 前 남자친구. 불법 촬영 영상을 찍는 일을 하며 수많은 피해자를 만들어내고 있음. 안정은이 자살한 것도 이 성범죄 사건과 관련이 있다.
- 박정언 : 사법시험 여자 면접관.
- 류이재 : 안정은 † 역 - 안고은의 언니. 前 남자친구이자 범죄자 최민 때문에 자살했다.
- 심소영 : 림 여사 역 - 본명 림복자. 보이스피싱 조직책 보스.
- 이윤희 : 고 목사 역 - 고동희의 아버지.
- 정강희 : 심우섭 † 역 - 구영태의 심복이자 제습제 업체로 위장한 페이퍼 컴퍼니인 MH상사의 대표.
- 한규원 : 고동희 † 역 - 구영태에게 살해 당한 피해자.
- 전석찬 : 김철진 역 - 마지막 의뢰인. 당산동 여중생 살인사건의 유력 용의자로 누명을 쓰고 20년 복역.
- 양동탁 : 오철영 역 - 장성철의 부모와 김도기의 어머니를 살해한 희대의 연쇄살인범이자, '당산동 여중생 살인사건'의 진범.
- 이재성 : 조폭 역

### 특별 출연
- 이영애 : 게임 택시 드라이버 목소리 역 (1회, 15회)
- 윤도현 : 윤 기사 역 (1회)
- 한재신 : 그것이 알고싶다 PD 역 (3회)
- 백시원 : 그것이 알고싶다 PD 역 (3회)
- 박근형 : 회장 † 역 - 백성미의 남편 (13회)
- 박진희 : 도 검사 역 - 북부지검에 조진우 검사 후임으로 부임해 온 검사.
- 류현경 : 백경미 역 - 백성미의 동생.
- 류성록 : 한동찬 역 - 본명 : 오현수. 오철영의 친아들.

## 시청률
최저 시청률과 최고 시청률은 시청률 조사회사와 지역별로 시청률에 차이가 있을 수 있습니다.
| 2021년      | 2021년      | 2021년         | 2021년         | 2021년       | 2021년 |
| 회차        | 방송일      | TNmS 시청률    | AGB 시청률     | AGB 시청률   |        |
| 회차        | 방송일      | 대한민국(전국) | 대한민국(전국) | 서울(수도권) |        |
| ----------- | ----------- | -------------- | -------------- | ------------ | ------ |
| 제1회       | 4월 9일     | 7.3%           | 8.7%           | 9.4%         |        |
| 제1회       | 4월 9일     | 8.7%           | 10.7%          | 11.2%        |        |
| 제2회       | 4월 10일    | 5.7%           | 7.3%           | 8.5%         |        |
| 제2회       | 4월 10일    | 11.4%          | 13.5%          | 15.0%        |        |
| 제3회       | 4월 16일    | 10.0%          | 9.8%           | 10.3%        |        |
| 제3회       | 4월 16일    | 12.7%          | 13.6%          | 14.5%        |        |
| 제4회       | 4월 17일    | 11.4%          | 11.5%          | 11.8%        |        |
| 제4회       | 4월 17일    | 14.6%          | 15.6%          | 16.3%        |        |
| 제5회       | 4월 23일    | 11.2%          | 12.3%          | 13.3%        |        |
| 제5회       | 4월 23일    | 12.8%          | 14.2%          | 15.6%        |        |
| 제6회       | 4월 24일    | 9.0%           | 8.7%           | 9.2%         |        |
| 제6회       | 4월 24일    | 15.2%          | 16.0%          | 16.8%        |        |
| 제7회       | 4월 30일    | 11.3%          | 12.9%          | 14.3%        |        |
| 제7회       | 4월 30일    | 13.4%          | 15.1%          | 16.3%        |        |
| 제8회       | 5월 1일     | 8.6%           | 8.3%           | 9.0%         |        |
| 제8회       | 5월 1일     | 14.4%          | 15.2%          | 15.9%        |        |
| 제9회       | 5월 7일     | 12.5%          | 12.0%          | 12.9%        |        |
| 제9회       | 5월 7일     | 14.5%          | 14.7%          | 16.0%        |        |
| 제10회      | 5월 8일     | 10.4%          | 10.1%          | 11.2%        |        |
| 제10회      | 5월 8일     | 14.9%          | 15.4%          | 17.0%        |        |
| 제11회      | 5월 14일    | 11.0%          | 12.4%          | 13.9%        |        |
| 제11회      | 5월 14일    | 12.1%          | 14.6%          | 16.3%        |        |
| 제12회      | 5월 15일    | -              | 10.7%          | 11.6%        |        |
| 제12회      | 5월 15일    | -              | 15.3%          | 16.1%        |        |
| 제13회      | 5월 21일    | 12.4%          | 12.2%          | 12.9%        |        |
| 제13회      | 5월 21일    | 13.9%          | 14.4%          | 15.6%        |        |
| 제14회      | 5월 22일    | 10.3%          | 10.2%          | 10.7%        |        |
| 제14회      | 5월 22일    | 14.6%          | 15.5%          | 16.1%        |        |
| 제15회      | 5월 28일    | 12.6%          | 13.2%          | 13.8%        |        |
| 제15회      | 5월 28일    | 14.1%          | 14.4%          | 15.2%        |        |
| 제16회      | 5월 29일    | 11.0%          | 10.9%          | 11.9%        |        |
| 제16회      | 5월 29일    | 14.6%          | 15.3%          | 16.6%        |        |
| 평균 시청률 | 평균 시청률 |                | 12.646%        | 13.6%        |        |

## 참고 사항
- 당초 안고은 역에는 에이프릴의 멤버 이나은이 캐스팅되어 촬영을 진행하였으나, 이나은이 팀 동료인 이현주에게 가혹 행위를 한 것이 문제가 되어 하차 처리되었다. 표예진이 대신 캐스팅되어 첫 회부터 재촬영하였다.
- 표예진, 이유준은 tvN 수목 드라마 《김비서가 왜 그럴까》 이후 3년 만에 재회하였다.
- 유승목, 태항호, 배유람은 해당 작품 이후 영화 《파이프라인》으로 재회하였다.
- 본방송과 밤 시간대 재방송은 19세 이상 관람가로 방송되었으나, 낮 시간대 재방송은 15세 이상 관람가로 방송되었다.
- 갈수록 흉포화 되고 있는 각종 범죄를 소재로 하는 드라마의 특성상, 사회적 질서 유지에 모방 심리를 자극하는 위험적인 요소를 다뤘기 때문에, 해당 주무부처인 여성가족부 측에서, 청소년 보호법상 청소년 유해 매체물로 고시한 바 있다.[4][5]
- 극 중에서 등장하는 범죄들은 대개 대한민국에서 벌어진 다양한 사건 사고를 바탕으로 현실성 있게 재구성되었다.[6]
- 작가와 연출 간에 작품 방향성 견해 차이로 상호 합의 하에 오상호 작가가 10회를 끝으로 하차하였고, 이지현 작가가 11회부터 투입되어 남은 회차를 집필하였다.
- 박근형은 박준우 PD의 전작이었던 SBS 드라마 스페셜 《닥터탐정》을 함께 작업한 인연으로 카메오 출연을 결정하였다.

## 수상 경력
- 2021년 제16회 서울 드라마 어워즈 한류드라마부문 작품상 우수상

## 같이 보기
- 대한민국의 텔레비전 드라마 목록 (ㅁ)
- 2021년 대한민국의 텔레비전 드라마 목록